# Melinna marchadi
Melinna marchadi är en ringmaskart som beskrevs av Fauvel och Rullier 1959. Melinna marchadi ingår i släktet Melinna och familjen Ampharetidae. Inga underarter finns listade i Catalogue of Life.